# 유포리아: 더 사가
유포리아: 더 사가 (Ufouria: The Saga), 일본에서 헤베레케 (へべれけ, Hebereke) 로 출시되는 이 게임은 1991년 선소프트가 패밀리 컴퓨터를 위해 개발하여 출판한 메트로이드바니아 게임이다.
이 게임은 기억상실증에 걸린 친구들을 구조해야 하는 밥 루이(일본 버전의 펭귄 헤베)라는 이름의 눈사람을 통제한다.

## 게임 플레이
이 게임은 걸을 수 있고 점프할 수 있는 능력을 가진 밥 루이라는 이름의 스노우맨을 통제한다.
밥루이가 친구를 풀어주기 위해서는, 그 선수는 보스 싸움을 통해 그들을 죽여야 한다.
적을 죽이기 위해서는 선수가 다운 버튼을 눌러야 한다.
이 게임에는 암호 시스템이 있어 선수가 게임을 계속할 수 있다.
상사를 죽이기 위해서는, 그 연극은 상사를 죽이기 위해 던져질 수 있는 포뿐을 얻기 위해 그것을 밟아야 한다.

## 현지화
헤베레케는 유럽과 호주에서 유포리아: 더 사가로 출시됐다. 그것은 가장 큰 변화를 특징으로 했다:
- 이야기와 텍스트가 변경되었습니다.
- 문자가 변경되었거나 이름이 바뀌었습니다.
  - 헤베 펭귄은 밥 루이라는 이름의 눈사람으로 바뀌었습니다.
  - 오찬은 캣슈트 소녀를 븨온리온이라는 이름의 도마뱀으로 바꾸었다.
  - 수케자에몬과 제니퍼는 각각 쉐이즈 와 길로 이름을 바꿨다.

- 까마귀들은 이제 똥보다 무게를 떨어뜨린다.